# リースタル
リースタル(Liestal)は、スイスのバーゼル＝ラント準州にある基礎自治体 ( アインヴォーナーゲマインデ )である。
バーゼルの南17kmに位置する、広さ18.21平方km（その内10平方kmは森林）の小さな町。

## 気候
年平均気温は10.1℃、1月の平均気温は2.1℃、7月の平均気温は20.8℃。年平均降水量は933mm。

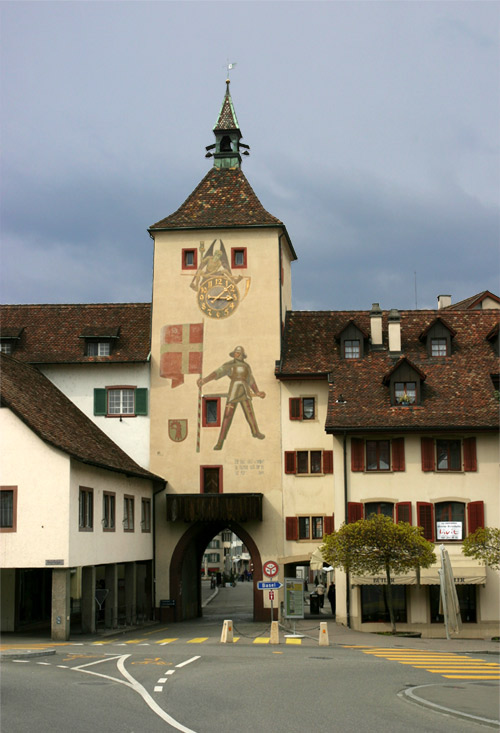
Main sight "Törli", 2004

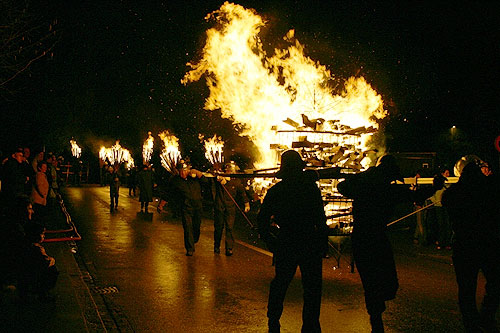
Chienbäse

## 姉妹都市
- スイス オネ (ジュネーヴ州)
- アメリカ合衆国 サクラメント